# Arnaía
Arnaía (Arnaia) är en ort i Grekland.   Den ligger i prefekturen Chalkidike och regionen Mellersta Makedonien, i den nordöstra delen av landet, 280 km norr om huvudstaden Aten. Arnaía ligger 605 meter över havet och antalet invånare är 2 300.
Terrängen runt Arnaía är kuperad, och sluttar norrut. Runt Arnaía är det glesbefolkat, med 17 invånare per kvadratkilometer. Närmaste större samhälle är Polýgyros, 17,8 km sydväst om Arnaía. == Kommentarer ==
1. ↑  Framräknat ur variansen i alla höjduppgifter (DEM 3") från Viewfinder Panoramas, inom 10 km radie.[2] Mer om algoritmen finns här: Användare:Lsjbot/Algoritmer.